# Transformación (álbum de Beto Cuevas)
Transformación es el segundo álbum de estudio de Beto Cuevas, que salió a la venta el 25 de septiembre de 2012 bajo el sello Warner Music Group. Su primer sencillo es «Quiero creer», a dueto con Flo Rida, que se estrenó el 30 de abril de 2012 en las radioemisoras. Esta es una canción inédita de Cuevas en la que deja de lado las guitarras para introducir secuencias electrónicas y ritmos dance; El segundo sencillo es «Goodbye», interpretado a dueto con la española Leire Martínez de La Oreja de Van Gogh, y fue estrenada el 13 de agosto de 2012, en esta canción Beto vuelve a las guitarras y las baterías dejando de lado las secuencias electrónicas de otros sencillos. En el tercer sencillo del álbum, «Live from Japan», Beto muestra lo que el llama su transformación, ya que emplea sonidos de origen electrónico, auto-tune y fue estrenada el lunes 3 de septiembre de 2012, solo 3 semanas antes del lanzamiento oficial de Transformación. 
Transformación está compuesto por doce temas inéditos compuestos por Cuevas, dos de ellos en colaboración con Jared Gosselin y uno con su hijo Diego (Come and Get Me). Tiene una versión digital en inglés para el público anglohablante.

## Premios
En la ceremonia de entrega de los premios Grammy Latino, versión 2013, Beto Cuevas se llevó el gramófono a "Mejor álbum Pop-Rock" por Transformación.

## Uso en los medios
«Quiero creer» y «Goodbye» fueron utilizados en la banda sonora de la teleserie de Canal 13 Las Vega's.

## Lista de canciones
| Transformación |                                      |             |          |  |
| N.º            | Título                               | Letras      | Duración |  |
| 1.             | «No te olvides de amar»              | Beto Cuevas | 3:10     |  |
| 2.             | «Dejé de pensar»                     | Beto Cuevas | 4:36     |  |
| 3.             | «Quiero creer» (feat. Flo Rida)      | Beto Cuevas | 4:13     |  |
| 4.             | «Cruzar»                             | Beto Cuevas | 4:00     |  |
| 5.             | «Goodbye» (feat. Leire Martínez)     | Beto Cuevas | 3:23     |  |
| 6.             | «Live from Japan»                    | Beto Cuevas | 4:05     |  |
| 7.             | «Eterno»                             | Beto Cuevas | 3:38     |  |
| 8.             | «Latidos» (No Va a Volver)           | Beto Cuevas | 3:35     |  |
| 9.             | «Amor y actitud»                     | Beto Cuevas | 3:22     |  |
| 10.            | «Come and Get Me»                    | Beto Cuevas | 3:58     |  |
| 11.            | «Aterricé» (feat. Deborah De Corral) | Beto Cuevas | 2:58     |  |
| 44:30          |                                      |             |          |  |

### Bonustracks
| Transformación |                                      |             |                         |          |  |
| N.º            | Título                               | Letras      | Música                  | Duración |  |
| 12.            | «El sonido de tu amor» (Bonus Track) | Beto Cuevas | Francesco Rapetti Mogol | 3:28     |  |

- Datos: Q6151657